# اريك ميلر (ملحن)
اريك ميلر (بالإنجليزية: Eric Miller)‏ هو ملحن ومنتج أسطوانات أمريكي، ولد في 1941، وتوفي في 25 فبراير 2017.

## وصلات خارجية
- اريك ميلر على موقع ميوزك برينز (الإنجليزية)
- اريك ميلر على موقع ديسكوغز (الإنجليزية)